# Sengkang Lightrail

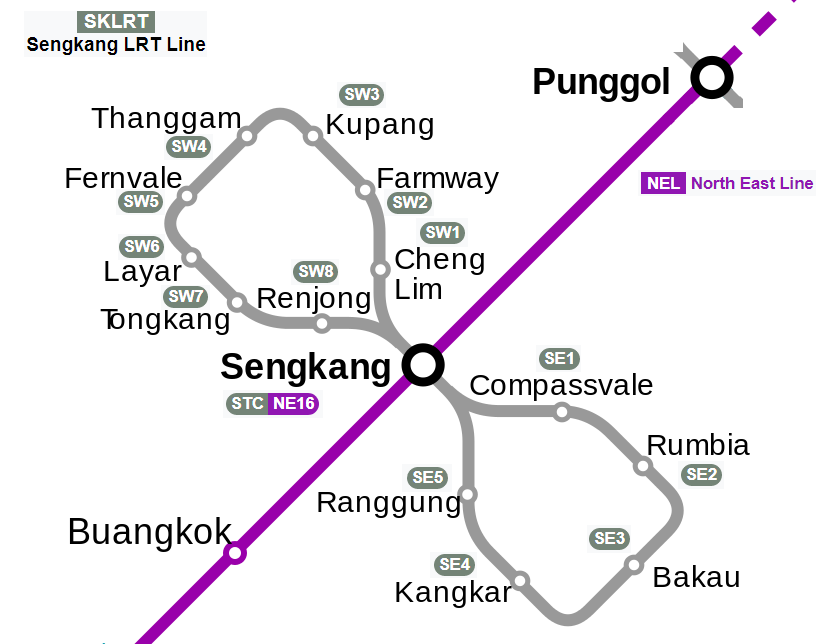
Singapore Sengkang LRT Map

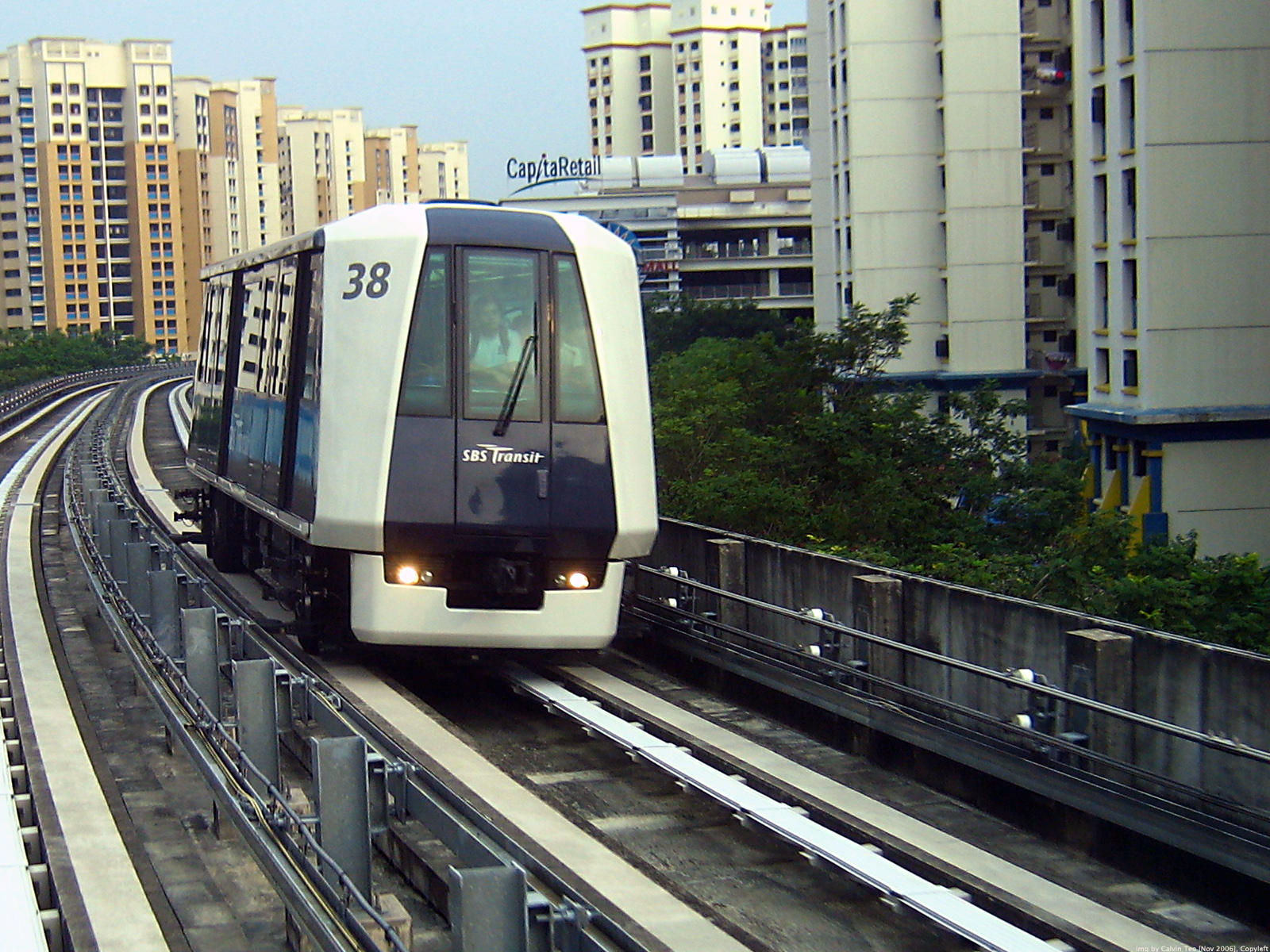
Singapore Crystal Mover

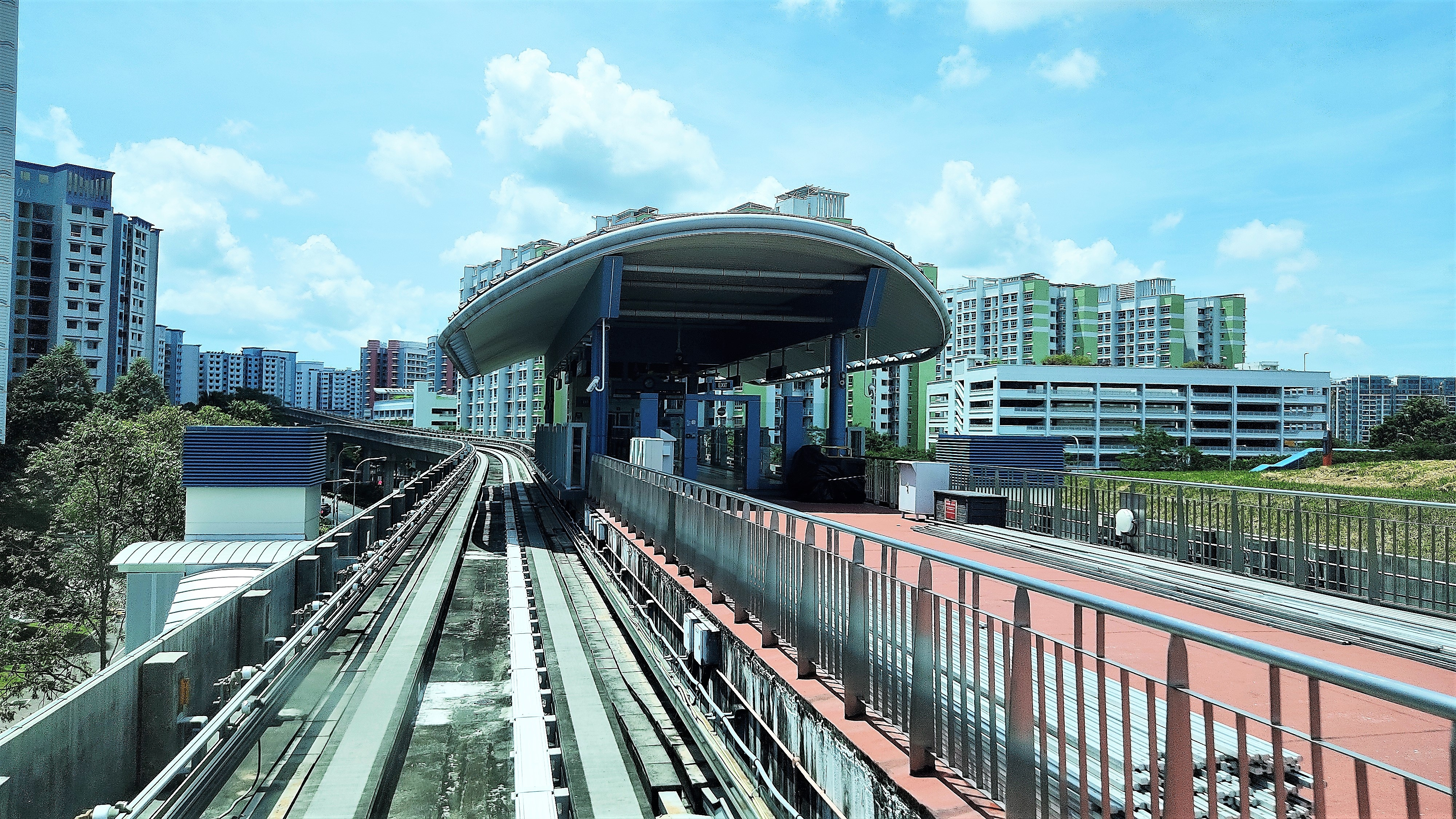
Renjong LRT Station

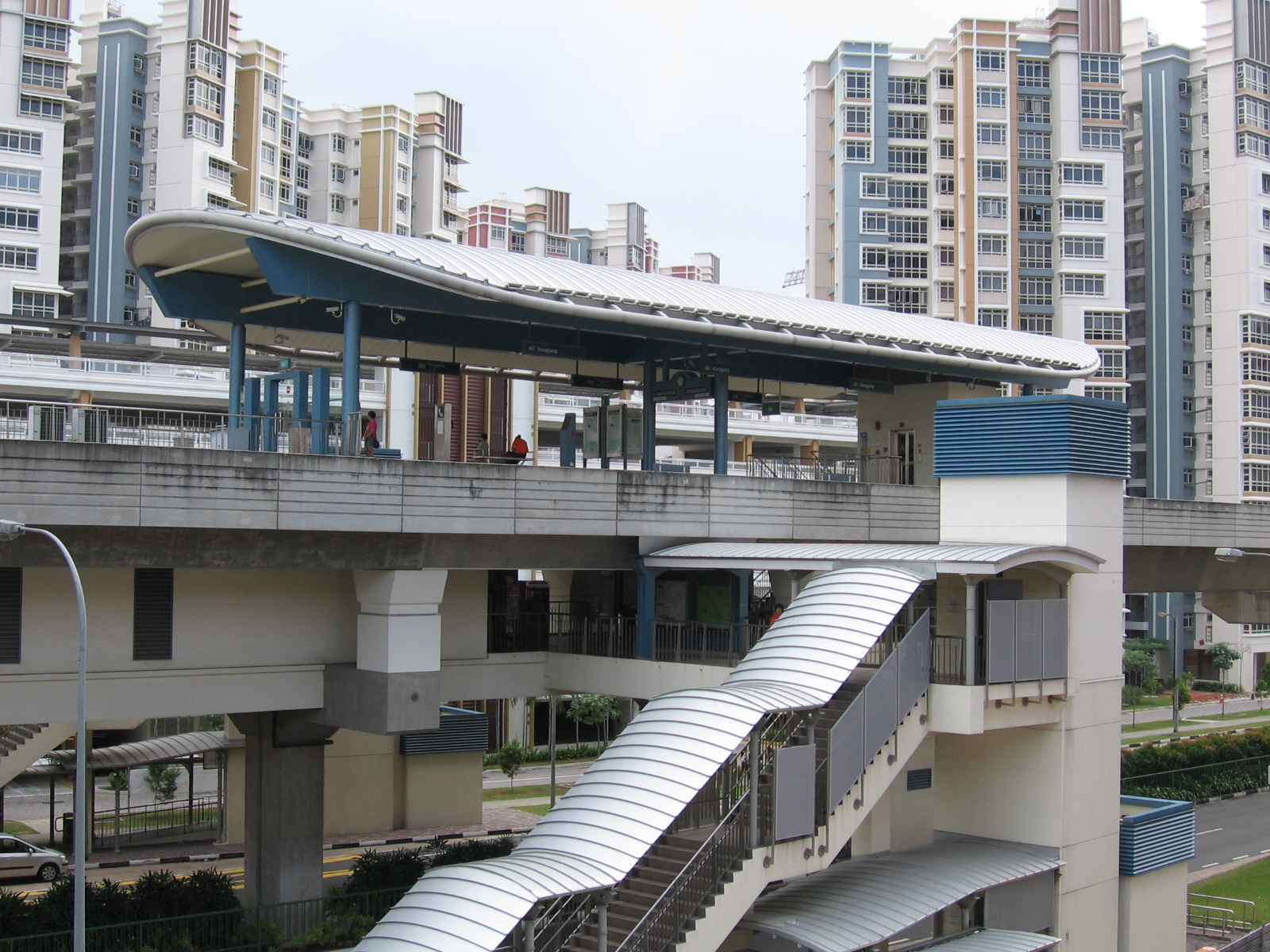
Ranggung LRT Station

De Sengkang Lightrail of afgekort SKLRT (Maleis: Laluan LRT Sengkang, Chinees: 盛港轻轨线, Tamil: செங்காங் லைட் ரெயில் வரி) is een volledig geautomatiseerde openbaarvervoerverbinding in Singapore. Het netwerk is 10,7 km lang en geheel bovengronds aangelegd op een verhoogd traject, geheel gescheiden van ander verkeer, waarbij het zowel als een automatische people mover als een lichte metrolijn kan gezien worden.

## Kenmerken
De lijn bestaat uit een oostelijke en een westelijke lus. De oostelijke lus werd op 18 januari 2003 geopend, direct in beide richtingen, de westelijke lus op 29 januari 2005, eerst in enkele richting, sinds 2013 bidirectioneel. De lijn heeft als functie om een woonwijk met veel hoogbouw een goede verbinding te bieden naar de metro van Singapore. Beide lussen eindigen op het metrostation Sengkang met overstapmogelijkheid tussen de vier verschillende trajecten op de North East Line. Het materieel op rubberbanden met betonnen balken 1850 mm breedspoor is geleverd door de Mitsubishi Group. Gekozen werd voor Crystal Movers C810s en C810As van Mitsubishi Heavy Industries.
Zowel de metrostellen van de North East Line als de Crystal Movers van de people mover trajecten van Sengkang en Punggol worden allemaal onderhouden en gestald in het Sengkang depot, gelegen aan Sengkang West Avenue. Vanuit dit depot zijn er ondergrondse verbindingen met de metrolijn als bovengrondse verbindingen met de SKLRT. Deze laatste bevinden zich tussen SW6 Layar en SW7 Tongkang. De people movers van de Punggol Lightrail kunnen vanuit dit depot opereren door een dienstverbinding tussen SW1 Cheng Lim op de Sengkang Lightrail en PW7 Soo Teck op de Punggol LRT.
De Crystal Movers reden initieel alleen met een wagon en een capaciteit van 105 personen. Vanaf eind 2015 reden een aantal diensten met treinstellen met twee gekoppelde wagons en een capaciteit van 204 passagiers.